# Пхакараву

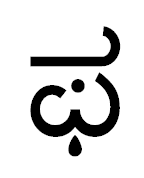
Пхакараву

Пхакараву (канн. ಫಕಾರವು) — пха, буква алфавита каннада, обозначает придыхательный глухой губно-губной взрывной согласный.
Кагунита: ಫಾ , ಫಿ , ಫೀ , ಫು , ಫೂ , ಫೃ , ಫೆ , ಫೇ , ಫೈ , ಫೊ , ಫೋ , ಫೌ .
Подстрочная буква «пха» ( пхаотту ) в каннада и кхмерском:

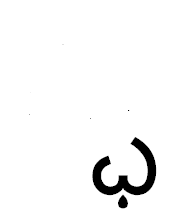
Пхаотту (каннада)
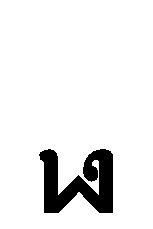
Тьенг пха (кхмерский)